# Philip Jourdain
Philip Edward Bertrand Jourdain (* 16. Oktober 1879 in Ashbourne, Derbyshire; † 1. Oktober 1919 in Crookham, Hampshire) war ein englischer Mathematiker.

## Leben
Jourdain war der Sohn eines Landpfarrers und besuchte nach seiner Schulzeit in Cheltenham ab 1898 die Universität Cambridge. Schon in seiner Jugend war er durch eine schwere, langsam fortschreitende Nervenkrankheit (Friedreich-Ataxie) behindert, die auch sein Studium beeinträchtigte und an der er schließlich starb. Er besuchte Logik-Kurse bei Bertrand Russell, der ihn stark beeinflusste. In einer Reihe von Arbeiten zwischen 1906 und 1913 beschäftigte er sich mit Georg Cantors Theorie transfiniter Zahlen und formulierte eine Reihe von Paradoxa. Eine Version des Lügner-Paradoxons (das Kartenparadoxon) ist nach ihm benannt: Auf einer Karte steht, der Satz auf der Rückseite der Karte ist wahr – dort steht aber: Der Satz auf der anderen Seite ist falsch. Auch veröffentlichte er eine Reihe von Aufsätzen über die Grundlagen der Mechanik und deren Variationsprinzipien, die Grundlagen der Wahrscheinlichkeitstheorie (erschienen in Mind), die Anwendung der Logik in der Physik und über die Geschichte der Mathematik, wobei ihm seine Fremdsprachenkenntnisse zugutekamen. Er galt als Experte für Isaac Newton und plante eine Neuausgabe seiner Werke. Jourdain war Herausgeber der philosophischen Zeitschrift The Monist und des International of Ethics. Ab 1913 war er europäischer Herausgeber der Open Court Publishing Company. 1915 heiratete er.
Das Prinzip der virtuellen Leistung in der Mechanik ist nach ihm benannt.
Im Oktober 1919 verstarb Philip Jourdain in Crookham, Hampshire, zwei Wochen vor seinem 40. Geburtstag.